# John Stewart, 3. grof od Lennoxa
John Stewart, 3. grof od Lennoxa (c. 1490. – 4. rujna 1526., Linlithgow, Zapadni Lothian) bio je istaknuti škotski velikaš.  Bio je sin Matthewa Stewarta, 2. grofa od Lennoxa i lady Elizabeth Hamilton, kćeri Jamesa Hamiltona, 1. lorda Hamiltona i princeze Mary Stewart, kćeri škotskoga kralja Jakova II.
Grof od Lennoxa poveo je vojsku na Linlithgow s namjerom osloboditi mladoga škotskog kralja Jakova V., od pro-engleskoga klana Douglas. Pobijedila ga je manja vojska pod vodstvom Jamesa Hamilotona, 1. grofa od Arrana, u bitci kod mosta Linlithgow. Preživio je bitku i bio zarobljen, da bi ga kasnije ubio James Hamilton od Finnarta. Naslijedio ga njegov sin Matthew, otac Henryja Stewarta, lorda Darnleya, i djed kralja Jakova VI.

## Obitelj i potomstvo
Oženio je lady Elizabeth Stewart. 19. siječnja 1511., kći Johna Stewarta, 1. grofa od Atholla i lady Eleanor Sinclair, kćeri Williama Sinclaira, 3. grofa od Orkneya. Imali su potomostvo:
- Matthew Stewart, 4. grof od Lennoxa
- Robert Stewart, 1. grof od Marcha
- John Stewart, 5. lord od Aubignya
- lady Helen (ili Eleanor) Stewart, koja se udala prvi put za Williama Haya, 6. grofa od Errolla; i drugi put za Johna Gordona, 11. grofa od Sutherlanda.
- lady Elizabeth Stewart, koja se udala za Niniana Rossa. Bila je ljubavnica kralja Jakova V., i majka Adama Stewarta, priora kartuzije u Perthu.